# 基什陶马希
基什陶马希，是匈牙利巴兰尼亚州所辖的一个村。总面积4.38平方公里，总人口138，人口密度31.5人/平方公里（2011年1月1日）。